# Thomas Ashe
Thomas Ashe (1836–1889) – angielski pisarz i poeta.
Absolwent St John’s College na Uniwersytecie Cambridge. W trakcie studiów był jednym z założycieli i redaktorów gazety kolegium - Eagle .
W roku 1858 został diakonem, a w następnym roku, w Peterborough, pastor . Pracował w szkolnictwie i jako urzędnik.
Jego pierwszymi utworami były dramaty na wzór klasycznych, np. The Sorrows of Hypsipyle, tworzył także poematy i krótkie wiersze, z których najbardziej znane to Poeta Nascitur i To Two Bereaved. Nie zyskał nigdy szerokiego uznania.